# ایدس پوستما
ایدس پوستما (انگلیسی: Ids Postma؛ زادهٔ ۲۸ دسامبر ۱۹۷۳) اسکیت‌باز سرعت اهل هلند بود.